# Боксёрские перчатки

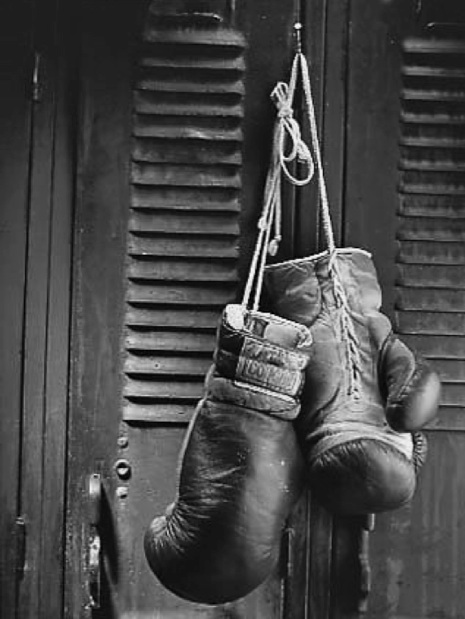
Боксёрские перчатки на шнуровке

Боксёрские перчатки (боксы) — класс элементов боксёрской экипировки, служащих для обеспечения безопасности как самого спортсмена, так и его противника во время тренировок и поединков. 

## История
Специальное снаряжение для защиты рук при отработке ударов по спортивным снарядам и в регламентированных видах рукопашного боя имеет длительную историю. Уже в античности были известны способы бинтования рук полосами ткани или кожаными ремнями для предотвращения травм пальцев и суставов. В 1970 году в Танзании были обнаружены наскальные рисунки, на которых изображены два бойца, сражавшиеся друг с другом с надетыми на руки громоздкими перчатками, а также находившаяся рядом с ними третья человеческая фигура (возможно, изображавшая наставника, тренера или судью). Таким образом, есть некоторые основания утверждать, что прообраз боксерских перчаток существовал ещё до нашей эры.
Впервые боксёрские перчатки для использования в соревнованиях по боксу были введены в Англии в 1895 году. Изготовляются для соревнований, тренировок и для упражнений на снарядах. Масса перчаток определяется в унциях (одна унция равна 28,35 г).

## Соревновательный регламент

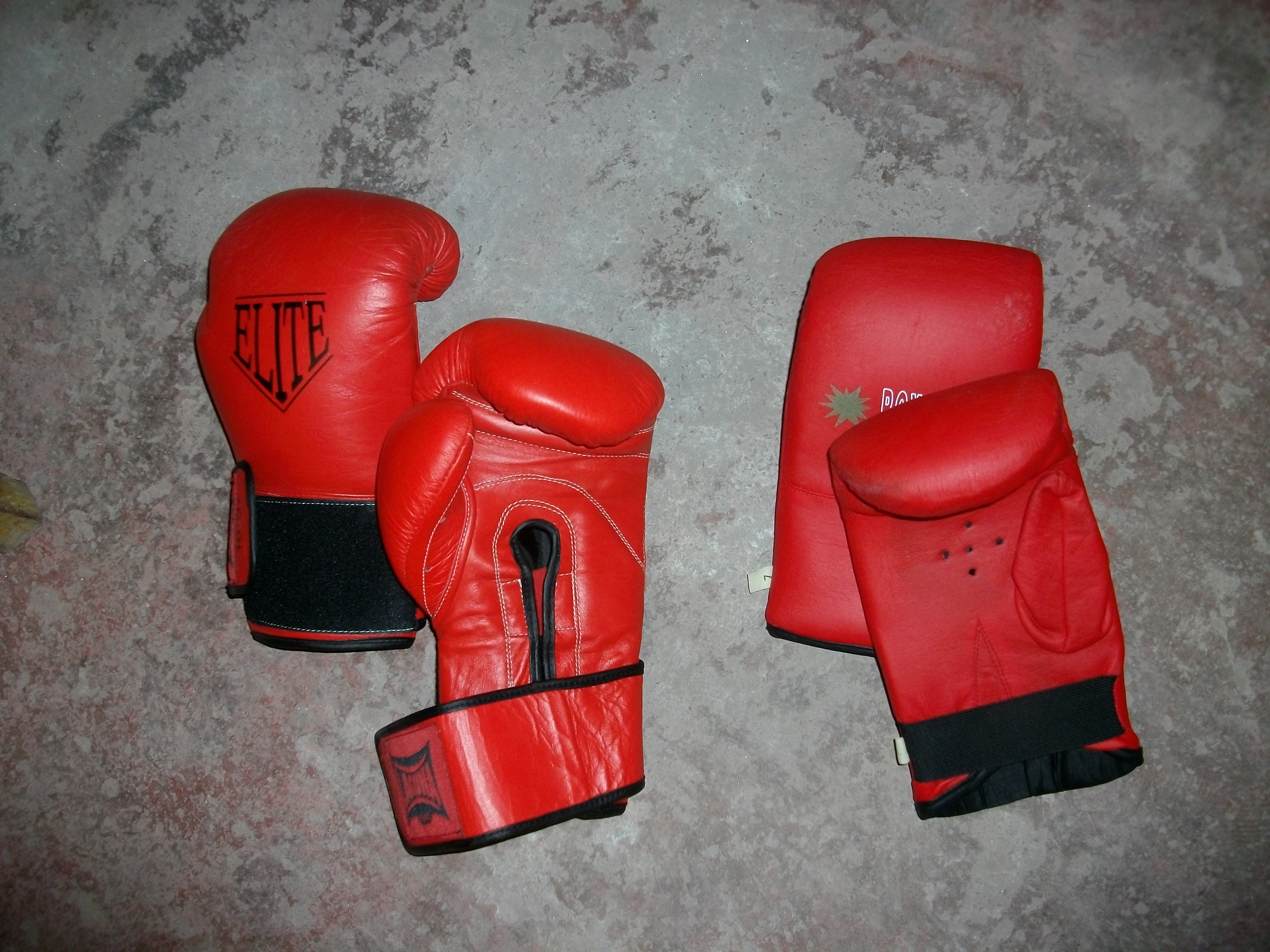
Тренировочные перчатки

На спортивных любительских соревнованиях, проходящих под эгидой ассоциации АИБА, распорядок требует использовать только те перчатки, которые произведены одним из официально лицензированных AИБA производителей боксёрской экипировки.
В ходе соревнований перчатки спортсменам предоставляются организаторами соревнований и утверждаются техническим делегатом от AИБA. Использование бойцами своих собственных перчаток не допускается. Боксёры могут использовать перчатки синего или красного цвета в соответствии с цветом своего угла на боксёрском ринге.
Перчатки надеваются перед выходом на ринг, они должны быть чистыми, а внутренняя мягкая подбивка не должна быть нарушена или смещена. Немедленно после завершения поединка и до объявления результата перчатки снимаются.
Масса любительских перчаток должна составлять 10 унций с допуском 5 %, масса кожаной части не должна превышать половины этой величины, а масса мягкого наполнителя должна быть равной не менее чем половине с допуском 5 %. Материалом для перчаток может быть воловья кожа, шеврет, лайка, кожа класса А или другой вид высококачественной кожи или резины по согласованию с АИБА. Для фиксации их на запястьях допускается только застёжка типа Velcro. Фиксация большого пальца должна быть на основной части перчаток с максимальным зазором 10 мм.
Допускается нанесение на каждую перчатку логотипа поставщика, а на их верхнюю часть — названия соревнований, но площадь надписи не должна превышать 50 см2. Любые другие формы рекламы не приемлемы. Аналогичные требования к перчаткам предъявляются организацией WSB.
По правилам российской Федерации бокса на соревнованиях выше областного уровня, спортсмены обязаны вести бои в красных или синих перчатках соответственно цвету своего угла ринга. Надевание перчаток на руки должно быть до выхода на ринг, под наблюдением судей и в присутствии лиц, ответственных за соблюдение правил.
В профессиональном боксе перчатки должны пройти процедуру утверждения местной комиссией и организаторами соревнований. Их стоимость закладывается в расходы промоутера соревнований, при этом промоутер и местная комиссия обязаны иметь комплект идентичных перчаток замены используемых. Право первого выбора перчаток предоставляется действующему чемпиону.
Большой палец перчаток должен быть закреплён отдельно от остальных. Перчатки фиксируются на тыльной стороне запястий шнурками и закрепляются липкой лентой. Масса профессиональных перчаток для мужских боёв составляет 8 унций для весовых категорий ниже полусреднего веса включительно и 10 унций для всех остальных. У женщин перчатки массой 8 унций используются в весовых категориях от наилегчайшего до полулёгкого и 10 унций от первого лёгкого до тяжёлого. Допускается использовать 10-унциевые перчатки для местных боёв более лёгких весовых категорий, если это не противоречит правилам вышестоящих организаций.
В тренировочном процессе используются перчатки массой 12, 14 и 16 унций (утяжеленные за счёт более плотной набивки). При работе на спортивных снарядах используются специальные перчатки, по виду напоминающие обычную рукавицу с тонкой набивкой.